# Coteaux-du-Blanzacais
Coteaux-du-Blanzacais is een gemeente in het Franse departement Charente (regio Nouvelle-Aquitaine). De plaats maakt deel uit van het arrondissement Cognac. De gemeente telde 1.000 inwoners op 1 januari 2022.

## Ontstaan
Coteaux-du-Blanzacais is op 1 januari 2017 ontstaan door de fusie van de gemeenten Blanzac-Porcheresse en Cressac-Saint-Genis en op 1 januari 2019 werd ook de gemeente Saint-Léger opgenomen in Coteaux-du-Blanzacais. De voormalige gemeenten kregen de status van commune déléguée maar per gemeentelijk besluit werd deze status per 1 juni 2020 opgeheven.

## Geografie
De oppervlakte van Coteaux-du-Blanzacais bedroeg op 1 januari 2022 23,83 vierkante kilometer; de bevolkingsdichtheid was toen 42 inwoners per km².
De onderstaande kaart toont de ligging van Coteaux-du-Blanzacais met de belangrijkste infrastructuur en aangrenzende gemeenten.

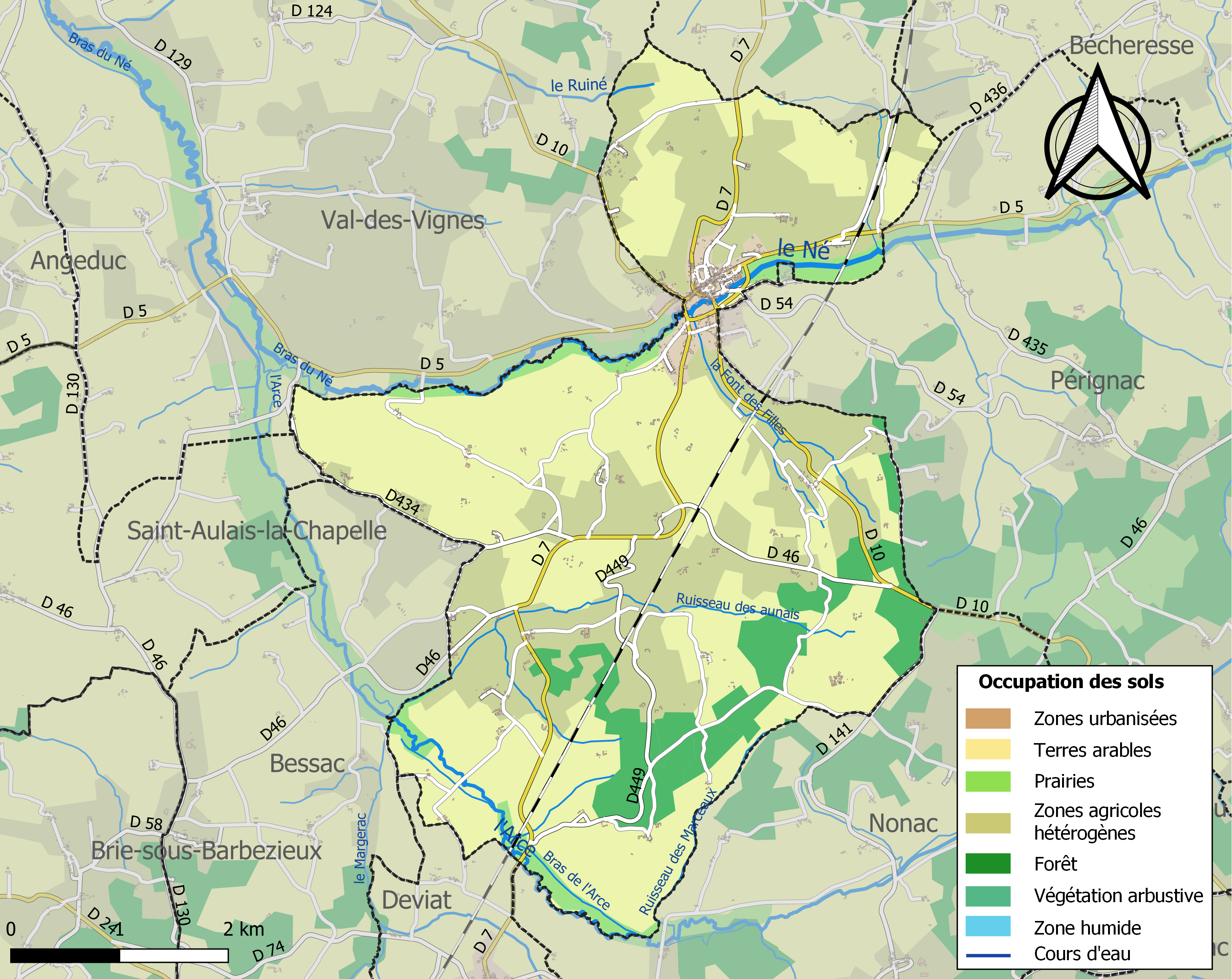